# Erebia sofia
Erebia sofia är en fjärilsart som beskrevs av John Kern Strecker 1881. Erebia sofia ingår i släktet Erebia och familjen praktfjärilar. Inga underarter finns listade i Catalogue of Life.